# Рёйлер, Юхан
Юхан Рёйлер (швед. Johan Röjler; род. 11 ноября 1981 Эребру, Швеция) — шведский спортсмен-конькобежец. Чемпион мира среди юниоров 2000 года. Член олимпийской сборной Швеции 2002, 2006 и 2010 годов, участник чемпионатов мира и Европы. Рекордсмен мира среди юниоров на дистанции 5000 метров (6:31,10 в 2001 году).
Серебряный призёр чемпионата мира в командной гонке (2009), вместе с Юэль Эрикссоном и Даниэлем Фрибергом.